# علي محمد الضباع
علي محمد الضباع (10 نوفمبر 1886 - 2 يناير 1961) الملقب بالضباع المصري ، شيخ المقارئ بالديار المصرية الأسبق.

## آثاره
من مصنفاته:
- رسالة في الضاد.
- منحة ذي الجلال في شرح تحفة الأطفال.
- إرشاد المريد إلى مقصود القصيد.
- الإضاءة في بيان أصول القراءة.
- البهجة المرضية شرح الدرة المضية.
- سمير الطالبين في رسم وضبط الكتاب المبين.[1]
- تقريب النفع في القراءات السبع[2]

وقد جمعت أعماله في ثلاث مجلدات باسم «الإمتاع بجمع مؤلفات الضباع» (وزارة الأوقاف والشؤون الإسلامية، الكويت، 1429هـ) باعتناء ياسر إبراهيم المزروعي.